# فهرست شهرهای کلان شهر توکیو بر اساس جمعیت

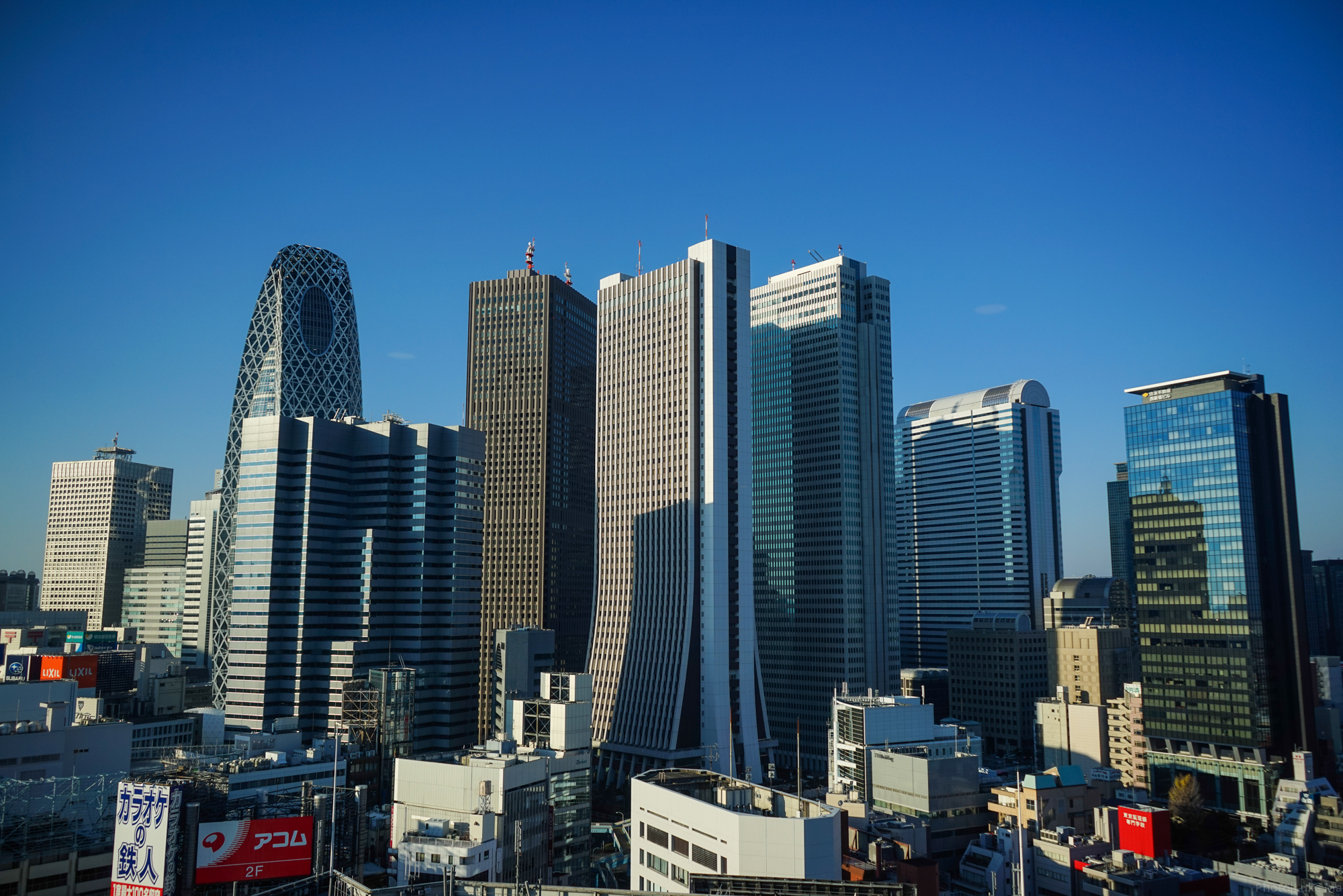
توکیو

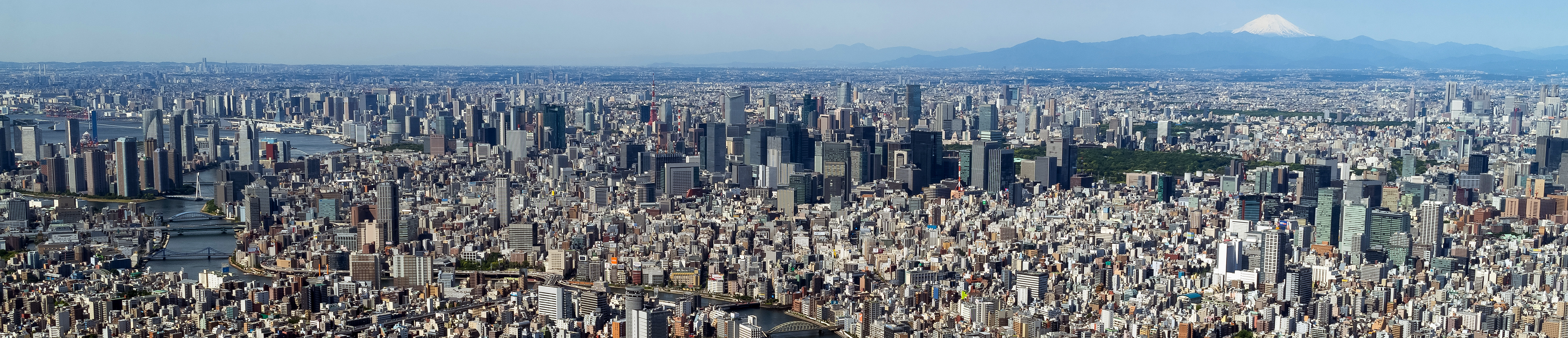
توکیو

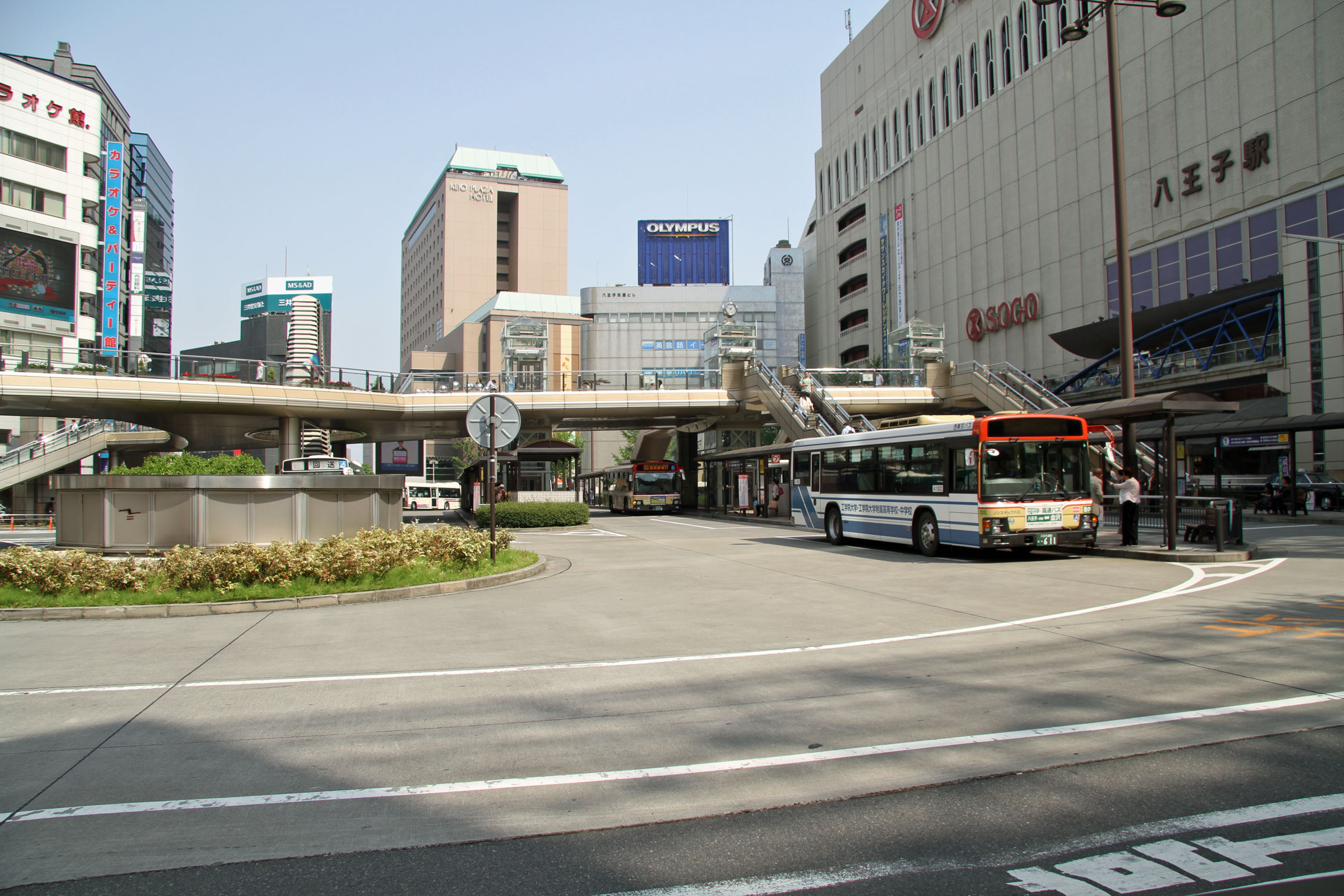
هاچی‌اوجی

فهرست شهرهای کلان شهر توکیو بر اساس جمعیت (انگلیسی: List of cities in Tokyo Metropolis by population) فهرست زیر همه شهرها (از جمله شهرها و روستاها) را در کلان شهر ژاپن توکیو با جمعیتی بیش از ۵۰۰۰ نفر بر اساس سرشماری ۲۰۲۰ مرتب می‌کند. از ۱ اکتبر ۲۰۲۰، ۳۱ مکان این معیار را برآورده می‌کنند و در اینجا فهرست شده‌اند. این فهرست تنها به جمعیت شهرها، شهرک‌ها و روستاهای منفرد در محدوده تعریف‌شده آن‌ها اشاره می‌کند که شامل سایر شهرداری‌ها یا مناطق حومه‌ای در محدوده تراکم‌های منطقه شهری نمی‌شود.

## فهرست
| رتبه (۲۰۲۰) | نام                   | موقعیت     | ۲۰۲۰      | ۲۰۱۵      | ۲۰۱۰      | ۲۰۰۵      | ۲۰۰۰      | ۱۹۹۵      |
| ----------- | --------------------- | ---------- | --------- | --------- | --------- | --------- | --------- | --------- |
| ۱           | توکیو                 | مناطق ویژه | ۹٬۷۴۴٬۵۳۴ | ۹٬۲۷۲٬۷۴۰ | ۸٬۹۴۵٬۶۹۵ | ۸٬۴۸۹٬۶۵۳ | ۸٬۱۳۴٬۶۸۸ | ۷٬۹۶۷٬۶۱۴ |
| ۲           | هاچی‌اوجی، توکیو       | شهر        | ۵۷۹٬۶۰۵   | ۵۷۷٬۵۱۳   | ۵۸۰٬۰۵۳   | ۵۶۰٬۰۱۲   | ۵۳۶٬۰۴۶   | ۵۰۳٬۳۶۳   |
| ۳           | ماچیدا، توکیو         | شهر        | ۴۳۱٬۵۲۵   | ۴۳۲٬۳۴۸   | ۴۲۷٬۰۱۶   | ۴۰۵٬۵۴۴   | ۳۷۷٬۴۹۴   | ۳۶۰٬۵۲۲   |
| ۴           | فوچو، توکیو           | شهر        | ۲۶۲٬۹۳۲   | ۲۶۰٬۲۷۴   | ۲۵۵٬۵۰۶   | ۲۴۵٬۶۲۳   | ۲۲۶٬۷۶۹   | ۲۱۶٬۲۱۱   |
| ۵           | چوفو، توکیو           | شهر        | ۲۴۲٬۷۲۱   | ۲۲۹٬۰۶۱   | ۲۲۳٬۵۹۳   | ۲۱۶٬۱۱۹   | ۲۰۴٬۷۵۹   | ۱۹۸٬۵۷۴   |
| ۶           | نیشی‌توکیو، توکیو      | شهر        | ۲۰۷٬۳۸۹   | ۲۰۰٬۰۱۲   | ۱۹۶٬۵۱۱   | ۱۸۹٬۷۳۵   | ۱۸۰٬۸۸۵   | ۱۷۵٬۰۷۳   |
| ۷           | کودائیرا، توکیو       | شهر        | ۱۹۸٬۹۷۷   | ۱۹۰٬۰۰۵   | ۱۸۷٬۰۳۵   | ۱۸۳٬۷۹۶   | ۱۷۸٬۶۲۳   | ۱۷۲٬۹۴۶   |
| ۸           | میتاکا، توکیو         | شهر        | ۱۹۵٬۵۵۸   | ۱۸۶٬۹۳۶   | ۱۸۶٬۰۸۳   | ۱۷۷٬۰۱۶   | ۱۷۱٬۶۱۲   | ۱۶۵٬۷۲۱   |
| ۹           | هینو، توکیو           | شهر        | ۱۹۰٬۲۶۱   | ۱۸۶٬۲۸۳   | ۱۸۰٬۰۵۲   | ۱۷۶٬۵۳۸   | ۱۶۷٬۹۴۲   | ۱۶۶٬۵۳۷   |
| ۱۰          | تاچیکاوا، توکیو       | شهر        | ۱۸۷٬۰۸۹   | ۱۷۶٬۲۹۵   | ۱۷۹٬۶۶۸   | ۱۷۲٬۵۶۶   | ۱۶۴٬۷۰۹   | ۱۵۷٬۸۸۴   |
| ۱۱          | هیگاشی‌مورایاما، توکیو | شهر        | ۱۵۱٬۹۴۱   | ۱۴۹٬۹۵۶   | ۱۵۳٬۵۵۷   | ۱۴۴٬۹۲۹   | ۱۴۲٬۲۹۰   | ۱۳۵٬۱۱۲   |
| ۱۲          | موساشینو، توکیو       | شهر        | ۱۵۰٬۱۰۲   | ۱۴۴٬۷۳۰   | ۱۳۸٬۷۳۴   | ۱۳۷٬۵۲۵   | ۱۳۵٬۷۴۶   | ۱۳۵٬۰۵۱   |
| ۱۳          | تاما، توکیو           | شهر        | ۱۴۷٬۱۶۹   | ۱۴۶٬۶۳۱   | ۱۴۷٬۶۴۸   | ۱۴۵٬۸۷۷   | ۱۴۵٬۸۶۲   | ۱۴۸٬۱۱۳   |
| ۱۴          | اومه، توکیو           | شهر        | ۱۳۳٬۵۸۷   | ۱۳۷٬۳۸۱   | ۱۳۹٬۳۳۹   | ۱۴۲٬۳۵۴   | ۱۴۱٬۳۹۴   | ۱۳۷٬۲۳۴   |
| ۱۵          | کوکوبونجی، توکیو      | شهر        | ۱۲۹٬۳۵۳   | ۱۲۲٬۷۴۲   | ۱۲۰٬۶۵۰   | ۱۱۷٬۶۰۴   | ۱۱۱٬۴۰۴   | ۱۰۵٬۷۸۶   |
| ۱۶          | کوگانی، توکیو         | شهر        | ۱۲۶٬۲۵۳   | ۱۲۱٬۳۹۶   | ۱۱۸٬۸۵۲   | ۱۱۴٬۱۱۲   | ۱۱۱٬۸۲۵   | ۱۰۹٬۲۷۹   |
| ۱۷          | هیگاشی‌کورومه، توکیو   | شهر        | ۱۱۵٬۲۲۷   | ۱۱۶٬۶۳۲   | ۱۱۶٬۵۴۶   | ۱۱۵٬۳۳۰   | ۱۱۳٬۳۰۲   | ۱۱۱٬۰۹۷   |
| ۱۸          | آکیشیما، توکیو        | شهر        | ۱۱۴٬۰۵۳   | ۱۱۱٬۵۳۹   | ۱۱۲٬۲۹۷   | ۱۱۰٬۱۴۳   | ۱۰۶٬۵۳۲   | ۱۰۷٬۲۹۲   |
| ۱۹          | ایناگی، توکیو         | شهر        | ۹۳٬۱۷۱    | ۸۵٬۱۵۷    | ۸۳٬۰۶۸    | ۷۹٬۳۵۳    | ۷۷٬۲۱۲    | ۷۶٬۳۵۵    |
| ۲۰          | کومائه، توکیو         | شهر        | ۸۴٬۸۰۷    | ۸۰٬۲۴۹    | ۷۸٬۷۵۱    | ۷۸٬۳۱۹    | ۷۵٬۷۱۱    | ۷۴٬۶۵۶    |
| ۲۱          | هیگاشی‌یاماتو، توکیو   | شهر        | ۸۳٬۹۵۲    | ۸۵٬۱۵۷    | ۸۳٬۰۶۸    | ۷۹٬۳۵۳    | ۷۷٬۲۱۲    | ۷۶٬۳۵۵    |
| ۲۲          | آکیرونو، توکیو        | شهر        | ۷۹٬۳۶۶    | ۸۰٬۹۵۴    | ۸۰٬۸۶۸    | ۷۹٬۵۸۷    | ۷۸٬۳۵۱    | ۷۵٬۳۵۵    |
| ۲۳          | کونیتاچی، توکیو       | شهر        | ۷۷٬۱۶۷    | ۷۳٬۶۵۵    | ۷۵٬۵۱۰    | ۷۲٬۶۶۷    | ۷۲٬۱۸۷    | ۶۶٬۷۱۹    |
| ۲۴          | کیوسه، توکیو          | شهر        | ۷۶٬۲۵۸    | ۷۴٬۸۶۴    | ۷۴٬۱۰۴    | ۷۳٬۵۲۹    | ۶۸٬۰۳۷    | ۶۷٬۳۸۶    |
| ۲۵          | موساشی‌مورایاما، توکیو | شهر        | ۷۰٬۸۶۳    | ۷۱٬۲۲۹    | ۷۰٬۰۵۳    | ۶۶٬۵۵۳    | ۶۶٬۰۵۲    | ۶۷٬۰۱۵    |
| ۲۶          | فوسا، توکیو           | شهر        | ۵۶٬۴۴۳    | ۵۸٬۳۹۵    | ۵۹٬۷۹۶    | ۶۱٬۰۷۴    | ۶۱٬۴۲۷    | ۶۱٬۴۹۷    |
| ۲۷          | هامورا                | شهر        | ۵۴٬۳۴۱    | ۵۵٬۸۳۳    | ۵۷٬۰۳۲    | ۵۶٬۵۱۴    | ۵۶٬۰۱۳    | ۵۵٬۰۹۵    |
| ۲۸          | میزوهو، توکیو         | شهرک       | ۳۱٬۷۷۴    | ۳۳٬۴۴۵    | ۳۳٬۴۹۷    | ۳۳٬۶۹۱    | ۳۲٬۸۹۲    | ۳۲٬۷۱۴    |
| ۲۹          | هینوده، توکیو         | شهرک       | ۱۷٬۰۴۸    | ۱۷٬۴۴۶    | ۱۶٬۶۵۰    | ۱۵٬۹۴۱    | ۱۶٬۶۳۱    | ۱۶٬۷۰۱    |
| ۳۰          | اوشیما، توکیو         | شهرک       | ۷٬۱۰۴     | ۷٬۸۸۴     | ۸٬۴۶۱     | ۸٬۷۰۲     | ۹٬۲۲۴     | ۹٬۶۹۳     |
| ۳۱          | هاچیجو، توکیو         | شهرک       | ۷٬۰۴۸     | ۷٬۶۱۳     | ۸٬۲۳۱     | ۸٬۸۳۷     | ۹٬۴۸۸     | ۹٬۴۷۶     |